# Бойто, Арриго
Арри́го Бо́йто (итал. Arrigo Boito; 24 февраля 1842[…], Падуя[…] — 10 июня 1918[…], Милан[…]) — итальянский композитор и поэт, прославившийся как автор либретто к операм Джузеппе Верди «Отелло» и «Фальстаф».

## Биография
Сын итальянца, художника-миниатюриста Сильвестро Бойто (ит.), имевшего неблагородное происхождение, но выдававшего себя за дворянина, и польской аристократки Юзефы Карсьницкой (урожденной графини Радолинской; Карсьницкая — по первому мужу).
В 1854 году поступил в Миланскую консерваторию, где музыкальное образование получал под руководством Альберто Маццукато. Помимо музыкального, консерватория давала также широкое гуманитарное образование. По окончании обучения (1861) Бойто вместе со своим однокашником и другом Франко Фаччо получил государственную стипендию на совместную поездку за границу с целью совершенствования. Композитор побывал в Париже, где свел знакомство с Джоакино Россини, погостил у родственников в Польше и посетил Германию, где познакомился с музыкой Рихарда Вагнера, которая произвела на него большое впечатление.

## Творческий путь
Первыми крупными сочинениями Бойто были кантаты «Четвертое июня» (1860) и «Сёстры Италии» (1862), написанные в соавторстве с Ф. Фаччо. В 1868 году композитор создает самое известное своё сочинение — оперу «Мефистофель» на собственное либретто, написанное на сюжет «Фауста» Гёте. На премьере в миланском театре Ла Скала (5 марта 1868 года) опера потерпела фиаско. В 1875 году в Болонье была поставлена переработанная версия оперы, которая имела успех и стала завоевывать симпатии публики. Она быстро вышла за пределы Италии и неоднократно ставилась в том числе в Москве и Санкт-Петербурге. Роль Мефистофеля была одной из «коронных» в репертуаре Фёдора Шаляпина. Вторая опера Бойто, «Нерон», осталась незавершённой, хотя композитор отдал работе над ней 48 лет жизни. Завершенный А. Тосканини и В. Томмазини (ит.), «Нерон» был поставлен в Ла Скала 1 мая 1924 года. Несмотря на триумфальный успех премьеры, опера в репертуаре не удержалась. Либретто «Нерона» было опубликовано отдельным изданием в виде стихотворной драмы в 1901 году и получило очень высокую оценку как у критики, так и у читающей публики.

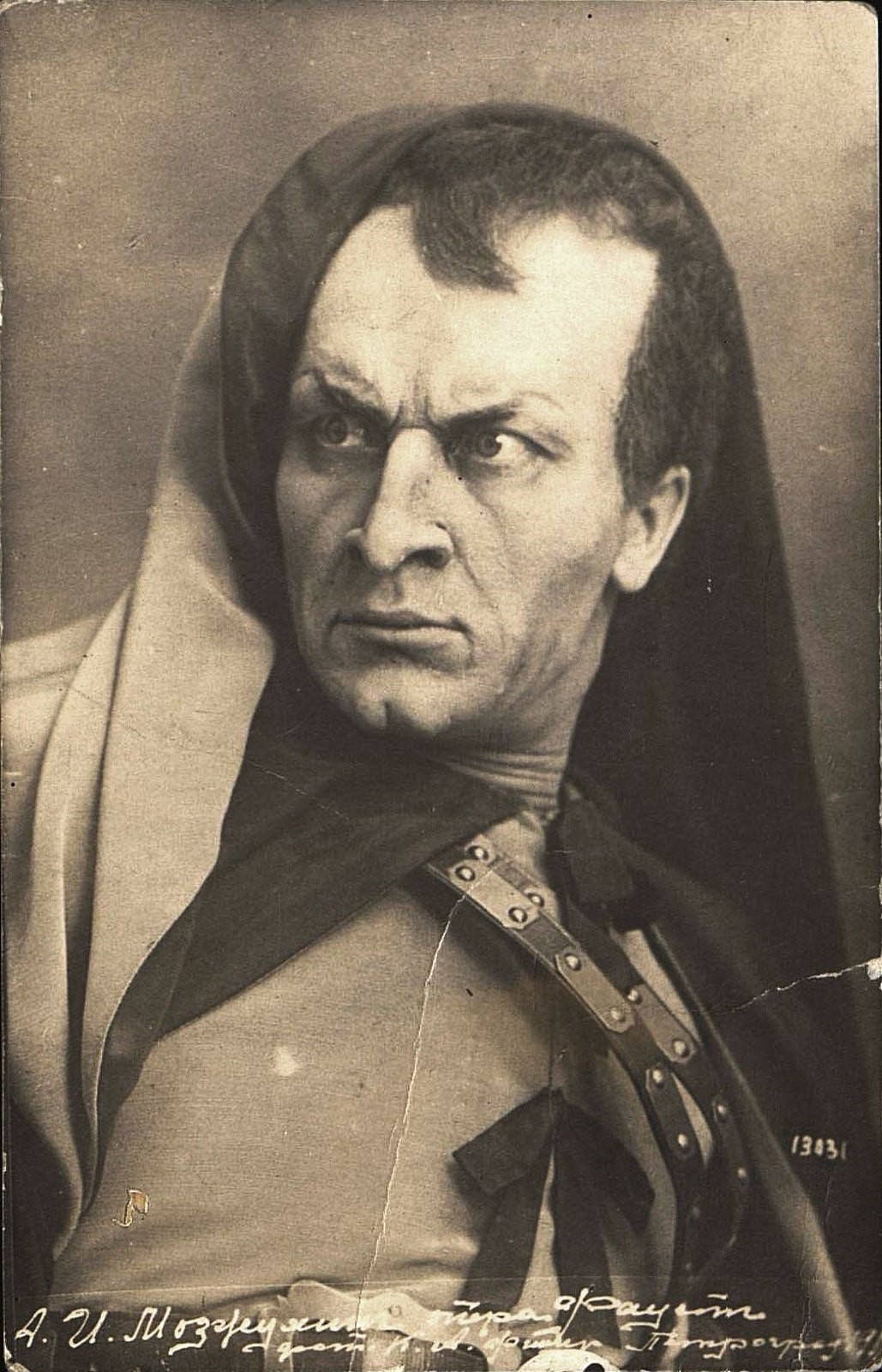
Мозжухин А.И. в роли Мефистофеля в опере «Мефистофель».

Бойто был также известным поэтом (публиковал свои произведения под псевдонимом-анаграммой Tobia Gorrio), его стихотворения пользуются большой популярностью в Италии, хотя число их невелико. В сборнике под общим названием «Книга стихов» опубликовано только 16 стихотворений. Особое место в поэтическом творчестве Бойто занимает фантасмагорическая поэма-сказка Re Orso (в русском переводе — «Царь Вепрь»), в которой автор представляет предельное для итальянского стихосложения разнообразие поэтических размеров и ритмов и демонстрирует изощренное версификаторское мастерство.
Бойто — автор либретто собственных опер и кантат, а также либретто опер «Симон Бокканегра» (переработка первоначального либретто Ф. М. Пиаве), «Отелло», «Фальстаф» Джузеппе Верди, «Джоконда» Амилькаре Понкьелли, «Серп» Альфредо Каталани и ряда других. Перевёл на «итальянский язык либретто ряда опер иностранных композиторов, в том числе Риенци» и «Тристан и Изольда» Р. Вагнера, «Сто девственниц» Ш. Лекока и «Руслан и Людмила» М. И. Глинки. Правда, перевод «Руслана» сделан не с русского оригинала, а с немецкого перевода, выполненного Ю. К. Арнольдом. Кроме того, перевёл на итальянский язык 57 романсов А. Г. Рубинштейна, написанных на немецкие тексты, а также на стихи Давыдова, Дмитриева, Пушкина, Лермонтова и Дельвига. Как и в случае с «Русланом и Людмилой», Бойто делал итальянский перевод с немецких переводов стихов русских поэтов. На французский язык перевел либретто своего «Мефистофеля», а также собственные либретто к «Отелло» (I—II действия, тогда как III—IV переведены Камиллем дю Локлем), и «Фальстафу» (в соавторстве с Полем Соланжем).

## Интересные факты
- Арриго Бойто был также автором нескольких новелл. В одной из них — «Черный слон» — действие происходит во время гражданской войны в США. Плантатор-расист Андерсон играет в шахматы со своим чернокожим слугой Томом в присутствии нескольких надсмотрщиков, которые угодливо восхваляют каждый ход босса. Том нарочно затягивает партию, чтобы дать своим товарищам время для подготовки к восстанию. Сигналом должен явиться шах, который Том объявит королю соперника своим чернопольным слоном.
- Известен также как представитель движения Скапильятура.

## Память
- «Элегия памяти Арриго Бойто» , памятный концерт в театре «Ла Скала», состоявшийся в 1948 году под управлением Артуро Тосканини.
- Похоронен в Милане на Монументальном кладбище.